# Sumaitheerthapuram
Sumaitheerthapuram es una ciudad censal situada en el distrito de Tenkasi en el estado de Tamil Nadu (India). Su población es de 6879 habitantes (2011). Se encuentra a 5 km de Tenkasi y a 56 km de Tirunelveli.

## Demografía
Según el censo de 2011 la población de Sumaitheerthapuram era de 6879 habitantes, de los cuales 3469 eran hombres y 3410 eran mujeres. Sumaitheerthapuram tiene una tasa media de alfabetización del 81,61%, superior a la media estatal del 80,09%: la alfabetización masculina es del 89,64%, y la alfabetización femenina del 73,61%.